# Med en sång i mitt hjärta
Med en sång i mitt hjärta (engelska: With a Song in My Heart) är en amerikansk biografisk musikalfilm från 1952 i regi av Walter Lang.

## Utmärkelser
Filmen vann ett Golden Globe Award för bästa film – musikal eller komedi 1953.

## Handling
Med en sång i mitt hjärta är en dramatisering av sångerskan Jane Fromans karriär.

## Rollista i urval
- Susan Hayward - Jane Froman
- Rory Calhoun - John Burn
- David Wayne - Don Ross
- Thelma Ritter - Clancy
- Robert Wagner - soldat
- Helen Westcott - Jennifer March
- Una Merkel - syster Marie
- Richard Allan - dansare
- Max Showalter - Harry Guild